# Lechriolepis fulvipuncta
Lechriolepis fulvipuncta is een vlinder uit de familie spinners (Lasiocampidae). De wetenschappelijke naam van deze soort is voor het eerst geldig gepubliceerd in 1962 door Viette.
De soort komt voor in tropisch Afrika.